# Dimitris Karaflas
Dimitris Karaflas (griechisch: Δημήτρης Καράφλας) (* 1935 in Tithorea, Fthiotida; † 24. November 2010) war ein griechischer Leichtathlet und Trainer.

## Biografie
Karaflas war als Diskuswerfer in den Sportvereinen AO Drama sowie Olympiakos Piräus und war zwischen 1955 und 1965 Mitglied der Leichtathletik-Nationalmannschaft. Seine persönliche erzielte er am Ende seiner Karriere 1965 mit einer Weite von 49,67 Metern und lag damit mehr als fünfzehn Meter vom damaligen Diskuswurf-Weltrekord von Ludvík Daněk entfernt, der am 12. Oktober 1965 65,22 Meter warf.
Bei den Panhellenischen Meisterschaften erreichte er 1957 einen zweiten Platz, 1958 einen vierten Platz sowie zuletzt 1966 einen dritten Platz. Daneben startete er bei den Panhellenischen Meisterschaften 1959, 1960, 1961, 1964 im Zehnkampf und erreichte 1960 mit dem fünften Platz seine beste Leistung. Bei den Mittelmeerspielen 1959 in Beirut erreichte er im Diskuswurf mit einer Weite von 45,88 Metern und den vierten Platz.
Nach dem Ende seiner aktiven Laufbahn wurde er Trainer und betreute Sportler wie Stelios Angloupas, Adamantia Kokkoseli, Kostas Spanidis und Antonis Daskalakis. Später war er als Sportlehrer tätig sowie in den 1990er Jahren Direktor für Sportunterricht im Bildungsministerium.
Nach weiteren Tätigkeiten als Cheftrainer des Leichtathletik-Verbandes Griechenlands war er auch Kampfrichter wie zum Beispiel bei den Diskuswurf-Wettbewerben bei den Olympischen Sommerspielen 2004 in Athen.